# Luke Petrasek
Luke Petrasek (ur. 17 sierpnia 1995 w East Northport) – amerykański koszykarz,  posiadający także polskie obywatelstwo, występujący na pozycji silnego skrzydłowego, obecnie zawodnik Anwilu Włocławek.
W 2018 reprezentował Charlotte Hornets, a w 2019 New Orleans Pelicans podczas rozgrywek letniej ligi NBA w Las Vegas.
30 czerwca 2021 został zawodnikiem Anwilu Włocławek.
16 grudnia 2023 otrzymał polskie obywatelstwo.
2 lipca 2025 został zawodnikiem Bilbao Basket.

## Osiągnięcia
Stan na 24 grudnia 2023, na podstawie, o ile nie zaznaczono inaczej.

### NCAA
- Zaliczony do:
  - II składu Ivy League (2017)
  - składu honorable mention (2016 przez College Insider.com)
- Zawodnik tygodnia Ivy League (16.01.2017)

### Drużynowe
- Mistrz FIBA Europe Cup (2023)[6][7]
- Brązowy medalista mistrzostw Polski (2022)[8]

### Indywidualne
- Zwycięzca konkursu rzutów za 3 punkty EBL (2022)[9]
- Zaliczony do:
  - I składu kolejki EBL/OBL (3, 27 – 2021/2022, 20 – 2022/2023, 12 – 2023/2024)[10][11][12][13]
  - II składu EBL (2022 przez dziennikarzy)[14]
- Uczestnik konkursu rzutów za 3 punkty EBL (2022, 2023[15])